# فرقة المشاة الثابتة رقم 716 (فيرماخت)
فرقة المشاة الثابتة 716 (الألمانية: 716. Infanterie) تشكيل ألماني في الحرب العالمية الثانية، فرقة مشاة للفيرماخت. تم تشكيلها في 2 مايو 1941، وإرسالها إلى فرنسا التي احتلتها ألمانيا في يونيو 1941. كان العديد من قوات الفرقة من الألمان المسنين والمجندين من البلدان الألمانية الأخرى المحتلة، وخاصة الأوكرانيين. باعتبارها bodenständig (وحدة ثابتة) لم تكن مجهزة بالتكوين القياسي للمركبات والأسلحة الثقيلة. كانت أسلحة الفرقة من المدفعية والمدفعية المضادة للدبابات من أسلحة تم الاستيلاء عليها. 

## القادة
- أوبرست أوتو ماترستوك: 1941 إلى أبريل 1943
- Generalleutnant ويلهلم ريختر : April 1943 to May 1944
- اللواء لودفيغ كروغ (١٨٩٤-١٩٧٢): مايو ١٩٤٤
- Generalleutnant Wilhelm Richter: من يونيو 1944 إلى أغسطس 1944
- اللواء أوتو شيل (١٨٩٥-١٩٩٠): من أغسطس ١٩٤٤ إلى سبتمبر ١٩٤٤
- Generalleutnant Wilhelm Richter: September 1944
- أوبرست إرنست فون باور (1896-1945): من سبتمبر 1944 إلى ديسمبر 1944
- اللواء وولف إويرت (١٩٠٥-١٩٩٤): من ديسمبر ١٩٤٤ إلى أبريل ١٩٤٥
- أوبرست فريدريش ترومبيتر: أبريل 1945